# Farinha Láctea
Farinha Láctea é uma combinação de cereais e leite, com adição de vitaminas, ferro e zinco, desenvolvida por Henri Nestlé em 1867.
Ao lado de Jean Balthazar Schnetzler, ele começou a produzir uma mistura de leite, farinha de trigo e açúcar, retirando o amido e os ácidos. O sucesso comercial do produto impulsionou a fundação da Nestlé. Outros fabricantes lançaram produtos semelhantes, com composição sempre próxima de 50% de farinha, 25% de leite e 25% de açúcar.
No Brasil, a Farinha Láctea Nestlé começou a ser comercializada em 1876, importada da Suíça. Em 1924 começou a ser fabricada localmente